# Suzanne van Buijsen
Suzanne van Buijsen is een Nederlands langebaanschaatsster. 
In 2005 startte Van Buijsen op de NK Afstanden en op het NK Sprint.

## Records

### Persoonlijke records[2]
| Afstand    | Tijd    | Datum            | Baan       |
| ---------- | ------- | ---------------- | ---------- |
| 500 meter  | 0.41,20 | 20 november 2004 | Heerenveen |
| 1000 meter | 1.22,25 | 20 november 2004 | Heerenveen |
| 1500 meter | 2.10,12 | 7 maart 2004     | Heerenveen |
| 3000 meter | 4.46,59 | 12 januari 2003  | Heerenveen |